# Runometer
Runometer, finsk runometer eller kalevalameter är ett fyrfotat trokéiskt versmått, som främst förknippas med det finska nationaleposet Kalevala. Det är vanligt i finsk folkpoesi. Tidiga exempel finns i estniska folkvisor tryckta på 1700-talet, och i den tornedalske poeten Antti Keksis diktning från 1600- eller tidigt 1700-tal. På svenska har versmåttet bland annat använts av Runeberg. 
Versmåttet är även vanligt i den finska folkmusikens runosång.